# Середньокібецьке сільське поселення
Середньокібе́цьке сільське поселення (рос. Среднекибечское сельское поселение) — муніципальне утворення у складі Канаського району Чувашії, Росія. Адміністративний центр — присілок Середні Кібечі.
Станом на 2002 рік існували Середньокібецька сільська рада (присілки Верхнє Девлізерово, Нижнє Девлізерово, Нижні Кібечі, Середні Кібечі, Челкумагі, селище Кібечі) та Яндоуська сільська рада (села Високовка Друга, Високовка Перша, присілки Задні Яндоуші, Передні Яндоуші, Тюлькой).

## Населення
Населення — 1686 осіб (2019, 2065 у 2010, 2396 у 2002).

## Склад
До складу поселення входять такі населені пункти:
| Населений пункт              | Населення, осіб (2002) | Населення, осіб (2010) |
| ---------------------------- | ---------------------- | ---------------------- |
| Верхнє Девлізерово, присілок | 212                    | 210                    |
| Високовка Друга, село        | 29                     | 24                     |
| Високовка Перша, село        | 28                     | 19                     |
| Задні Яндоуші, присілок      | 262                    | 218                    |
| Кібечі, селище               | 46                     | 2                      |
| Нижнє Девлізерово, присілок  | 189                    | 171                    |
| Нижні Кібечі, присілок       | 405                    | 347                    |
| Передні Яндоуші, присілок    | 252                    | 209                    |
| Середні Кібечі, присілок     | 340                    | 286                    |
| Тюлькой, присілок            | 68                     | 55                     |
| Челкумагі, присілок          | 565                    | 524                    |